# Aspidoproctus bouvieri
Aspidoproctus bouvieri är en insektsart som beskrevs av Albert Vayssière 1914. Aspidoproctus bouvieri ingår i släktet Aspidoproctus och familjen pärlsköldlöss.
Artens utbredningsområde är Gabon. Inga underarter finns listade i Catalogue of Life.